# Uppåkra Arkæologiske Center
Uppåkra Arkæologiske Center (fulde svenske navn: Stiftelsen Uppåkra Arkeologiska Center) er et besøgscenter i Stora Uppåkra 5 kilometer syd for Lund i Skåne. Uppåkra Arkæologiske Center har til formål at formidle information om jernalderbopladsen som er under udgravning i Uppåkra. Bopladsen er en af de største og længstvarende, man har fundet i Norden.

## Beliggenhed
Uppåkra Arkæologiske Center ligger centralt ved kirken i Uppåkra, hvor man har fundet jernalderbopladsens centralområde med gravhøje, kongehal og kulthus. Besøgscentret består af et græsareal, der dækker tidligere udgravningsområder rundt om kirken, samt et mindre hus med café, underjordisk museum og udeservering. Man fornemmer Uppåkras strategiske placering på en høj med udsigt over det flade skånske landbrugsland i alle retninger. Uppåkra ligger i Staffanstorps kommune ikke langt fra kommunegrænsen til Lund.

## Historie
Jernalderbopladsen blev opdaget, da der skulle bygges et hus til en bondegård tæt på Uppåkra Kirke i 1934. Man fandt meget tykke kulturlag og spor af en boplads. Det var dog først i 1996 at man begyndte med reelle arkæologiske udgravninger udført af Lunds Universitet. Siden har der været nærmest permanente udgravninger på stedet. 
Alle de mange fund, som siden er blevet fundet igennem udgravninger eller metaldetektorundersøgelser har Historiska Museet ved Lunds Universitet ansvar for at varetage og formidle. Men til at varetage og formidle selve udgravningsområdet oprettedes Uppåkra Arkæologiske Center i 2009 af et konsortium, der bestod af blandt andre Region Skåne, Staffanstorps kommune og Lunds kommune.

### Stiftere
- Region Skåne
- Staffanstorp kommune
- Lunds Kommune
- Lunds Stift
- Uppåkra forsamling
- Staffanstopshus AB (I dag Staffanstorps Centrum AB)

## Besøgsmål
På centret findes forskellige seværdigheder, der er knyttet til udgravningspladsen.

### Museum og café
Ved siden af Uppåkra Kirke findes et mindre hus, som i dag er centrets hovedbygning. Det huser en café i stueetagen, men i kælderen er der indrettet et lille arkæologisk museum om Uppåkra. 

### Rekonstruktion af hedensk tempel
Et af de bedste fund af førkristne templer eller kulthuse er fundet i Uppåkra. Stolpehullernes placering, tykkelse og dybde viser noget om, hvordan huset har set ud. Og med inspiration i nogle af de ældste trækirker i norden har man forsøgt at genskabe templet i lille udgave. Rekonstruktionen findes i caféens have.

### Centralpladsen
Der findes stier med skilte rundt i området hvor man har fundet den centrale plads i Uppåkra. Her fandtes blandt andet det hedenske tempel, stormandens hal og andre vigtige bygninger i jernalderbopladsen. Rundvisninger af arkæologer er muligt mod betaling i sommermånederne.

### Udgravninger
Der foregår udgravninger i området næsten konstant. Det er muligt at besøge udgravningerne ved visse lejligheder enten igennem venneforeningen eller organiserede visninger, som kan findes på centrets hjemmeside eller facebookside.

## Begivenheder
Uppåkra Arkæologiske Center står for det årlige jernaldermarked kaldet 'Vendeltidsdagarna'. Markedet er en todages festival, der afholdes i midten af august hvert år. Tema for festivalen er yngre germansk jernalder - på svensk kaldet 'vendeltiden'. Her samles personer med særlig interesse for jernalder og vikingetid og viser tøj, våben, værkstøj mm baserede på viden fra gravfund. Der er ligeledes musik, foredrag, rundvisninger, teater og der er mulighed for at deltage i arkæologiskolen.